# Eleutherodactylus rucillensis
Eleutherodactylus rucillensis är en groddjursart som beskrevs av Cochran 1939. Eleutherodactylus rucillensis ingår i släktet Eleutherodactylus och familjen Eleutherodactylidae. Inga underarter finns listade i Catalogue of Life.